# Центральна районна бібліотека «Свічадо»
Центральна районна бібліотека ЦБС «Свічадо» Святошинського району м. Києва — публічна бібліотека для дорослих. «Свічадо» позиціонує себе як соціальний бібліохаб, де функціонують книгарня, інформаційний центр із доступом до інтернету; водночас бібліотека є і соціально-психологічним осередком, творчою майстернею, місцем реалізації пізнавальних проєктів, виставок та презентацій.
Площа приміщення бібліотеки — 514 м², книжковий фонд — 62,0 тис. примірників. Щорічно обслуговує 7,5 тис. користувачів, кількість відвідувань за рік — 30,0 тис., книговидач — 104,0 тис. примірників.

## Історія
У 1938 році з ініціативи киян було засновано масову бібліотеку, яка розташовувалася по вул. Гарматній. У роки Другої світової війни та окупації Києва її фонди зберігалися приватними особами. 1975 року установі, що базувалася в Жовтневому районі м. Києва, присвоїли ім'я російського літературного критика В. Бєлінського.
У 1977 році бібліотека переїхала у нове приміщення по вул. Р. Роллана, 13В і набула статусу Центральної районної бібліотеки ім. В. Бєлінського Ленінградського району м. Києва, що об'єднувала 6 публічних бібліотек для дорослого обслуговування та одну юнацьку. У 1987 році до мережі приєдналися ще три бібліотеки для дітей.
Від 1993 року бібліотека має сучасну назву Центральної районної бібліотеки Централізованої бібліотечної системи «Свічадо».
У 2017 році ЦРБ ЦБС «Свічадо» взяла участь у пілотному проєкті «Сучасний бібліотечний простір — БібліоХАБ», ініційованому Київською міською державною адміністрацією.
Від 2020 року осучаснена бібліотека «Свічадо» працює як інноваційна соціокультурна установа з розлогим спектром функцій, в архітектурному дизайні якої дотримано вимог розумного пристосування для маломобільних груп населення. Завершено капітальний ремонт у внутрішній та зовнішній частинах приміщення, оновлено всі меблі й встановлено сучасне обладнання — 3D принтер, техніку для людей із порушенням зору, проєктор, підвісні мікрофони тощо. Головною відмінністю бібліотеки «Свічадо» від інших оновлених бібліотек у Києві є поділ на зони, а також тактильні лінії для слабозорих, які розташовані в усьому приміщенні

## Мережа ЦБС «Свічадо»
Станом на жовтень 2023 мережа ЦБС «Свічадо» складається з 10 публічних бібліотек:
- центральна — ЦРБ «Свічадо»,
- для дітей:
  - імені Миколи Дубова,
  - «Книжкова світлиця»,
  - «Промінець»,
- юнацька — імені Натана Рибака
- для дорослих:
  - імені Гната Юри,
  - імені Олександра Герцена,
  - імені Махтумкулі,
  - імені Василя Стефаника,
  - «Джерело».

У рамках декомунізації станом на жовтень 2023 тривають громадські обговорення щодо перейменування окремих структурних підрозділів ЦБС «Свічадо»:
- комунальної установи, бібліотеки ім. М. Дубова Централізованої бібліотечної системи «Свічадо» Святошинського району міста Києва (вул. Рене Декарта,14). Пропонується присвоїти бібліотеці назву: бібліотека «Книжкова Галактика» Централізованої бібліотечної системи «Свічадо» Святошинського району міста Києва;[2]
- комунальної установи, бібліотеки ім. О. Герцена Централізованої бібліотечної системи «Свічадо» Святошинського району міста Києва (вул. Гетьмана Кирила Розумовського, 12). Пропонується присвоїти бібліотеці назву: бібліотека імені С. М. Вакулишина Централізованої бібліотечної системи «Свічадо» Святошинського району міста Києва;[3]
- комунальної установи, бібліотеки ім. Н. Рибака Централізованої бібліотечної системи «Свічадо» Святошинського району міста Києва (вул. Петрицького, 5/9). Пропонується присвоїти бібліотеці назву: бібліотека «Світогляд» Централізованої бібліотечної системи «Свічадо» Святошинського району міста Києва.[4]

## Діяльність

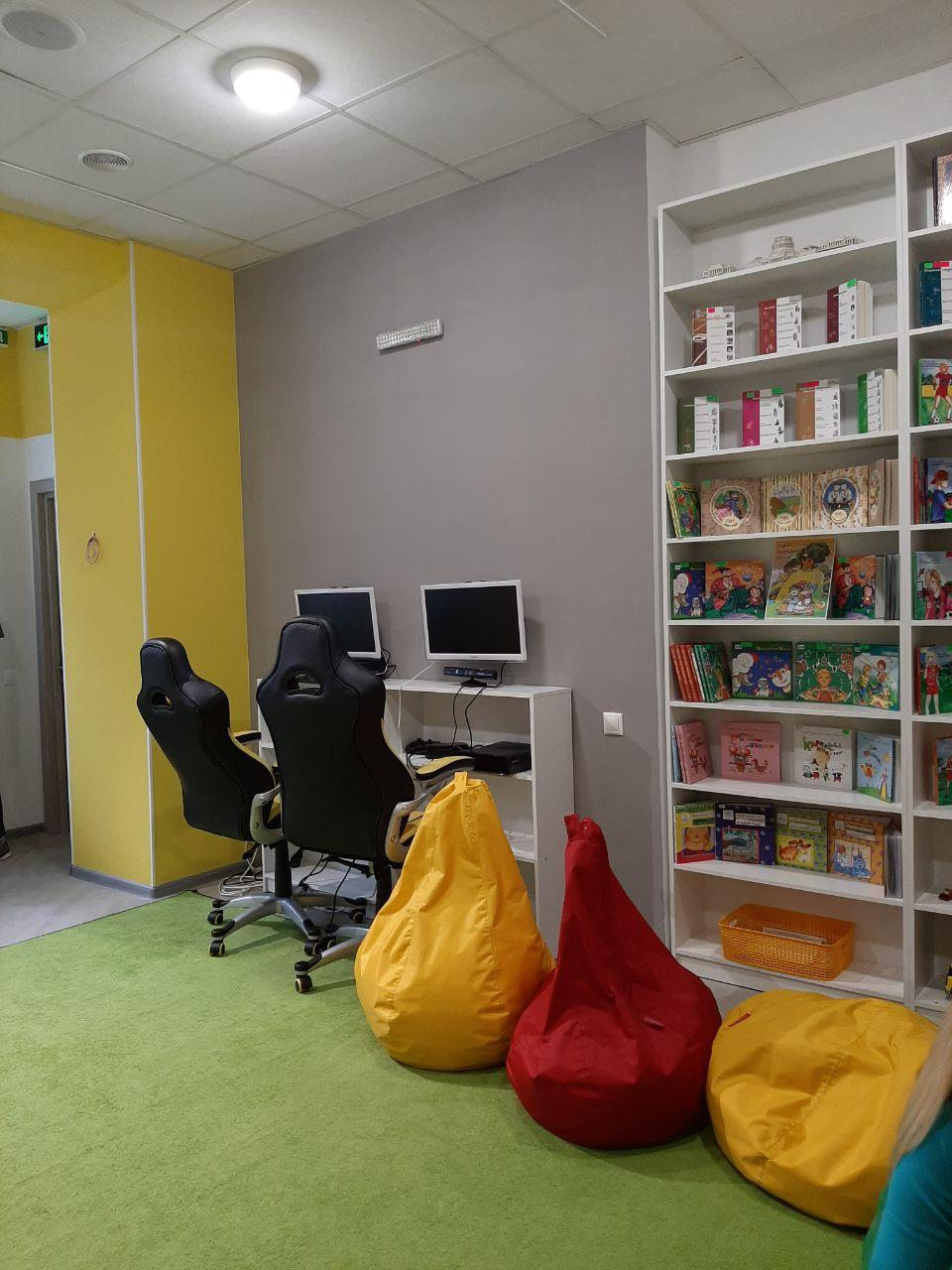
МініБіб у бібліотеці «Свічадо»

У бібліотеці є відділ MiniBib, де до послуг дітей та їхніх батьків ‒ територія з великою колекцією книг, настільних ігор, а також кінозал, де демонструються сучасні українськомовні анімаційні мультфільми.
Від 2022 року у бібліотеці розпочав свою діяльність Всеукраїнський рух «Єдині». Курсами підтримки з переходу на українську мову скористалося понад 100 осіб.
2023-го року в бібліотеці започатковано проєкт «DOCUDAYS SVICHADO». У рамках діяльності громадської організації «Докудейз» бібліотека долучилася до медіапросвіти громадян України з питань прав людини, а також надає вільний доступ до кращого українського та світового документального кіно.
У вересні 2023 перший ювілей відсвяткував Літературний клуб на чолі з Ольгою Бабчук ‒ журналісткою «Українського радіо», ведучою ранкового шоу «РанокПРО», комунікаційною менеджеркою мережі DOCU/CLUB. Ця спільнота утворилася спонтанно, але дуже вчасно, бо надала змогу читати книги рідною мовою, спілкуватися в колі однодумців, ділитися враженнями саме після вторгнення московитів у лютому 2022.
ЦРБ ЦБС «Свічадо» є майданчиком для презентацій творів сучасних українських письменників. Читачі зустрічалися з Сергієм Пантюком, Олександром Козинцем, Іваном Андрусяком, Світланою Вертолою та іншими.
Від 2023 в бібліотеці стартував проєкт «Психолог у бібліотеці». Психологиня та арт-терапевтка Ольга Яремчук практикує казкотерапію, що сприяє подоланню страхів та тривожних станів, формуванню системи моральних цінностей у дітей дошкільного та молодшого шкільного віку.
Влітку змістовним бібліотечним дозвіллям було наповнено життя понад 70 дітей із малозабезпечених і багатодітних родин та сімей, які переїхали з місць воєнних дій. Ця програма у співпраці Святошинським районним у місті Києві Центром соціальних служб триває в бібліотеці вже два роки.
Одним із найулюбленіших у бібліотеці є інтелектуально-розвивальний проєкт «БібліоКосмоЗнайко», який уже другий рік поспіль збирає дітей за пізнавальними лекціями про космічний простір та цікавими майстер-класами. Реалізація проєкту відбувається за участю фахівців Київської філії Національного центру аерокосмічної освіти молоді ім. О. М. Макарова.
Від 2022 юні митці-початківці набувають творчих навичок із художницею Єлизаветою Штефан.
Популярністю у відвідувачів користуються релаксаційні майстер-класи «Пташка Перемоги» та «Лялька-мотанка», які проводили майстрині Ольга Яремчук і Тетяна Захарченко..
Навесні 2023 ру ЦРБ ЦБС «Свічадо» відбулася презентація відродженої Національної абетки «Рутенія. Графіка української мови». У заході взяли участь видатний український художник-графік, лауреат Національної премії України імені Тараса Шевченка (2019) Василь Чебаник; співзасновниця громадської ініціативи #інфоВАРТА, керівник та кураторка проєкту «Рутенія. Графіка української мови» Анжеліка Корнієнко; художниця, каліграфиня Марина Саркісян.
На виставкових площах бібліотеки експонувалися картини Дмитра Якутовича, Наталії Лопухової, Світлани Грам, Тетяни Захарченко, Марини Саркісян, Олени Самсонової-Гайдай, патріотичні плакати Юлії Мацвейко та Андрія Кудрявцева. Також були виставки творчих робіт вихованців Київської дитячої художньої школи № 5 та Центру позашкільної роботи Святошинського району м. Києва.
Гостями бібліотеки були українська письменниця, журналістка і громадська діячка Тетяна Череп-Пероганич, головна редакторка журналу «Жінка», медіапартнера «Свічадо», Тамара Маркелова, головний редактор газети «Культура і життя», почесний краєзнавець України Євген Букет, заслужена журналістка України Марина Кінах та ін.
У співпраці з військовослужбовцями Національної гвардії України було проведено патріотичні заходи, під час яких бійці розповіли школярам про завдання, обов'язки та роль Національної гвардії під час дії воєнного стану та вторгнення ворога на нашу землю.
Актуальними у «Свічадо» є послуги з безоплатної юридичної консультації у співпраці з фахівцями Правобережного київського місцевого центру з надання вторинної безоплатної правової допомоги (БПД).
Також у ЦРБ ЦБС «Свічадо» працюють курси жестової мови, які веде спеціаліст дефектолог. Заняття сприяють формуванню культури інклюзивності та толерантності в українському суспільстві.
Усі послуги, що надаються і заходи, що відбуваються в ЦРБ ЦБС «Свічадо», є безплатними та загальнодоступними.
30 вересня 2023 колектив ЦРБ ЦБС «Свічадо» відзначив 85-річчя установи.

Святкування ювілею бібліотеки
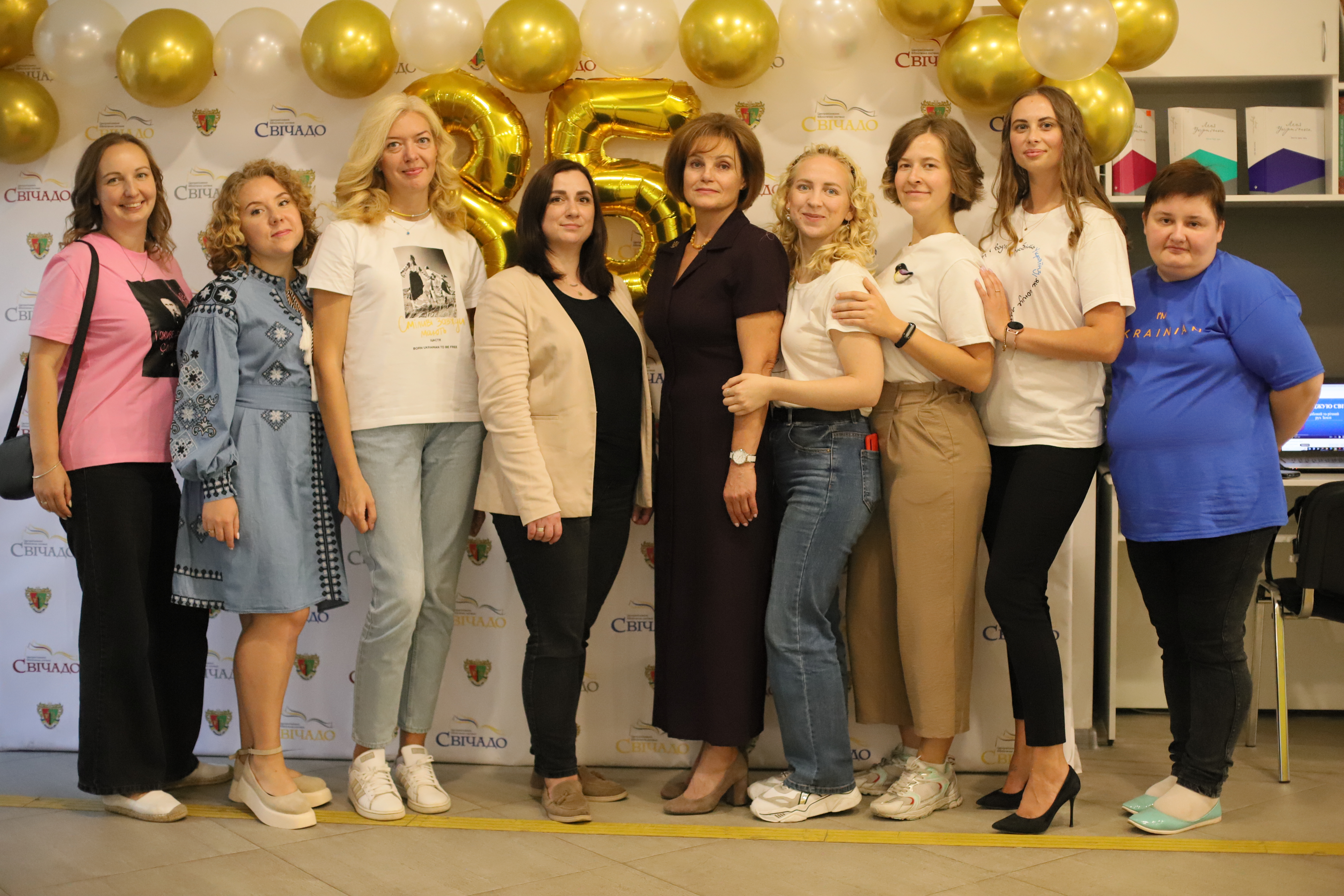
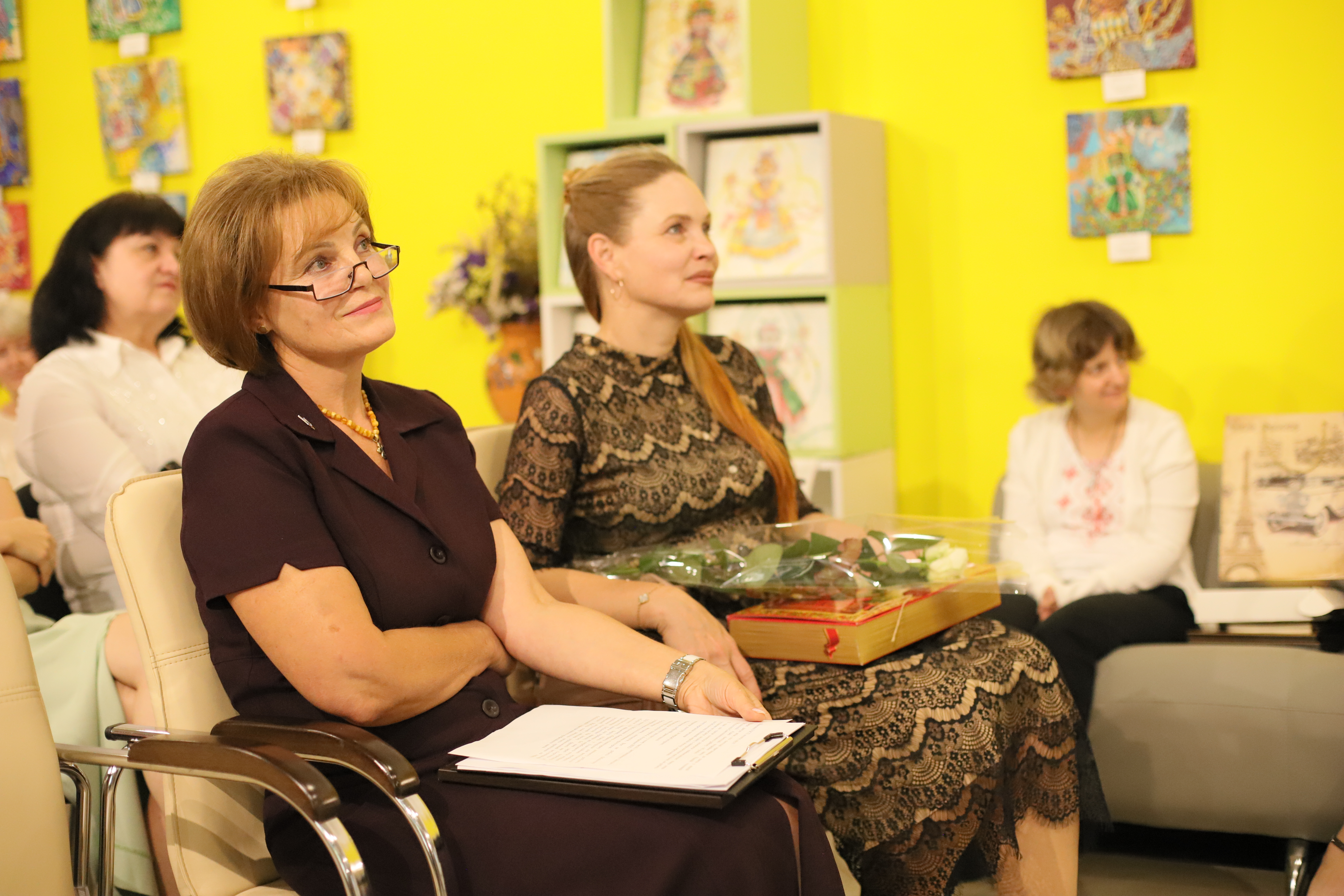
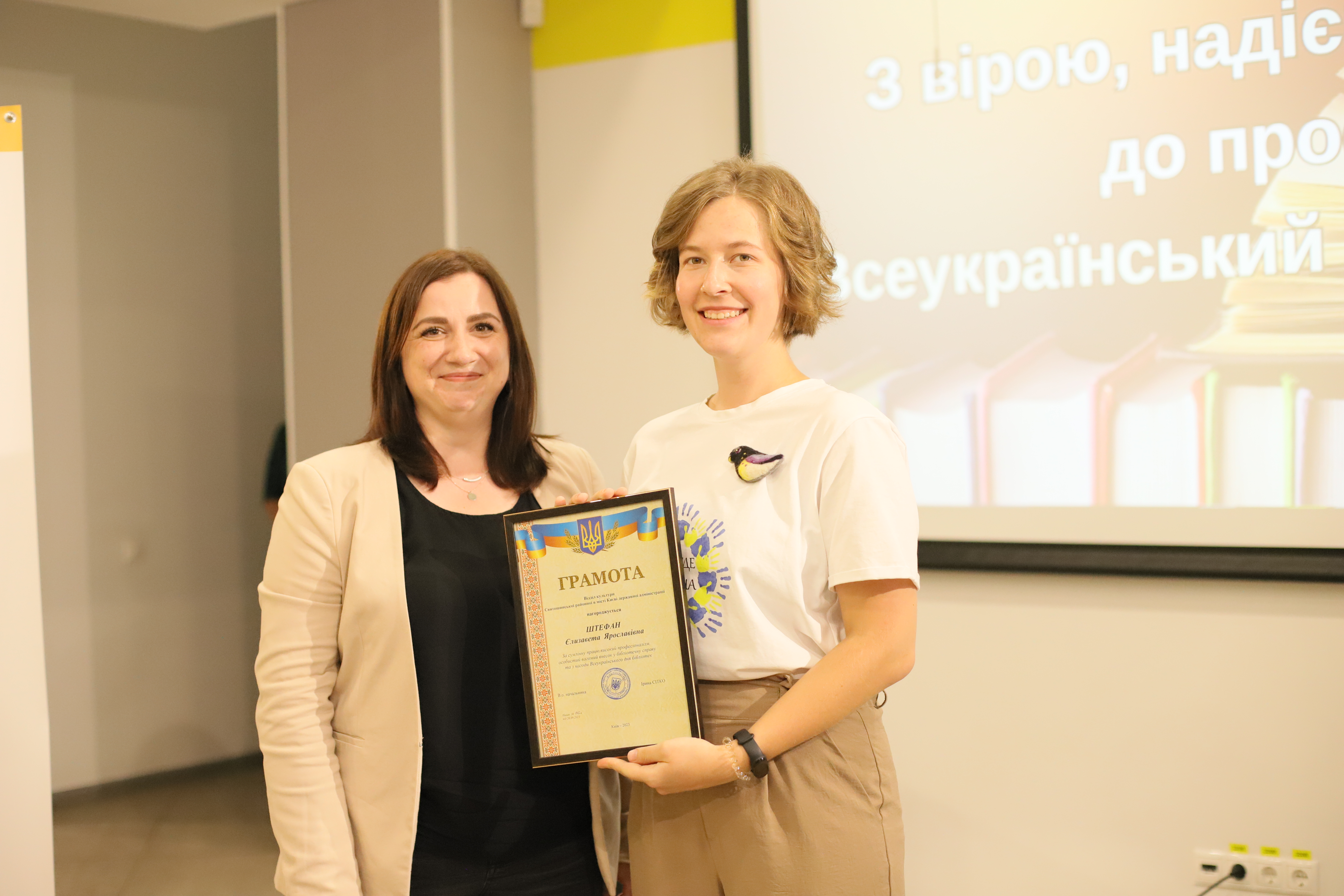
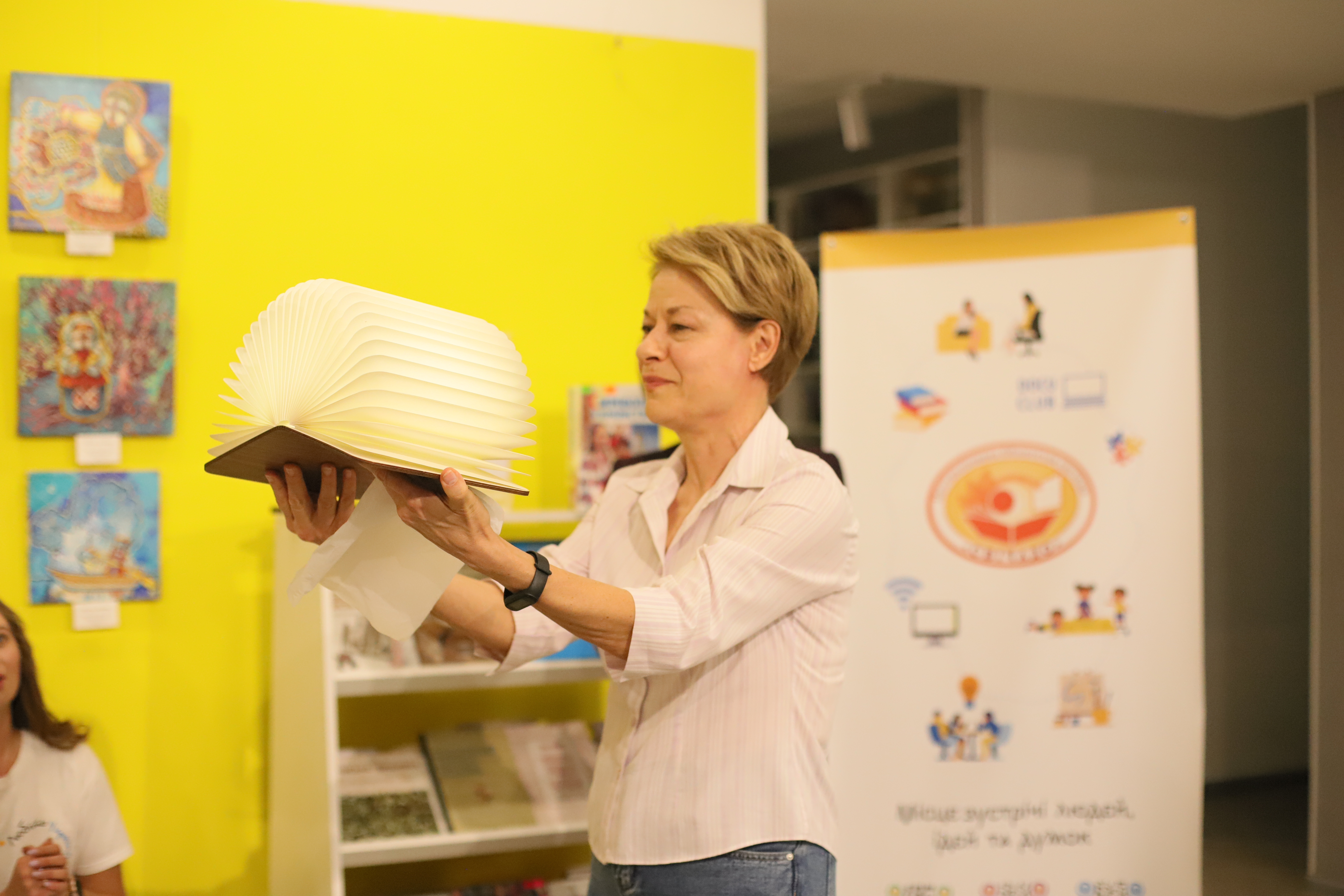
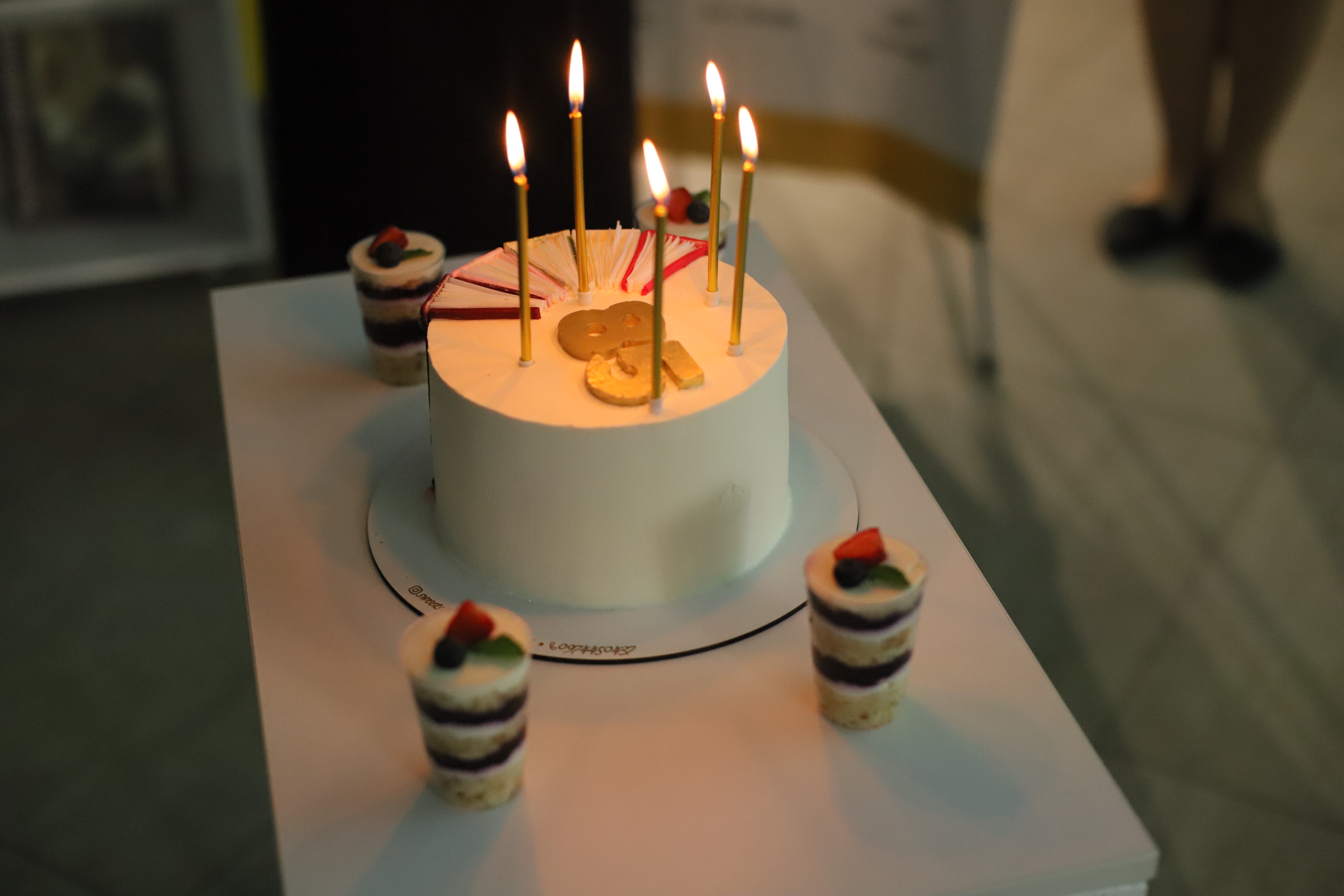
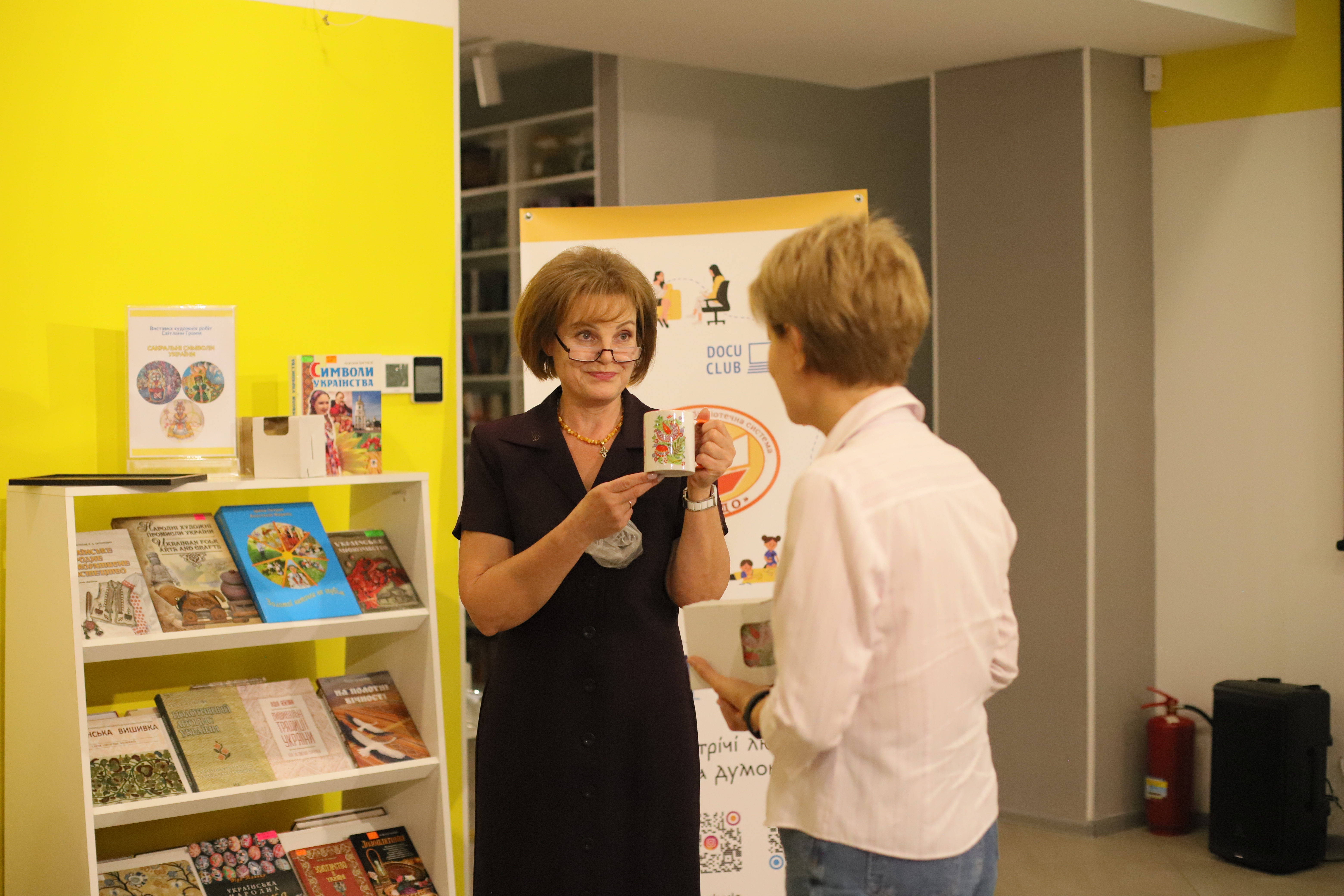
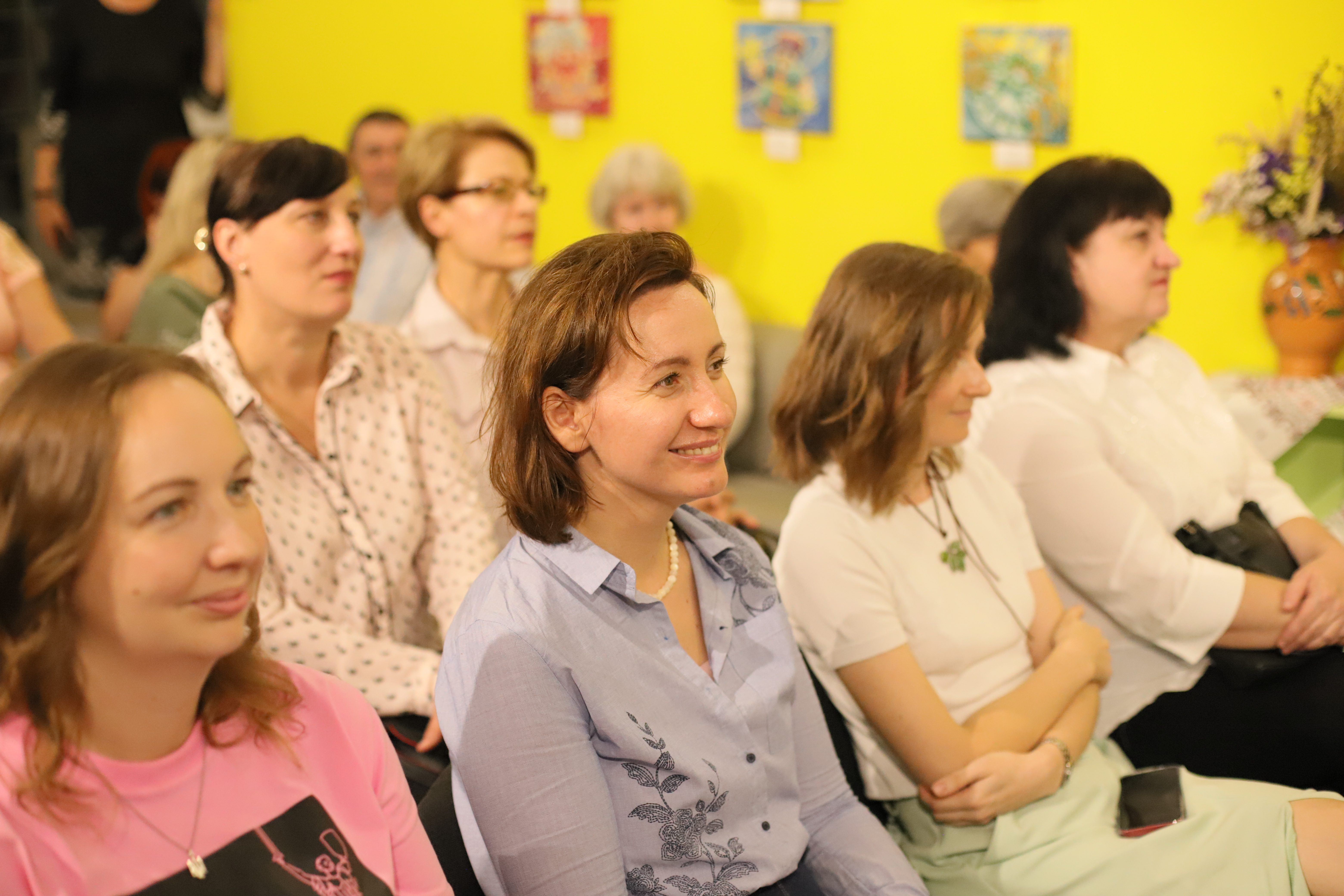
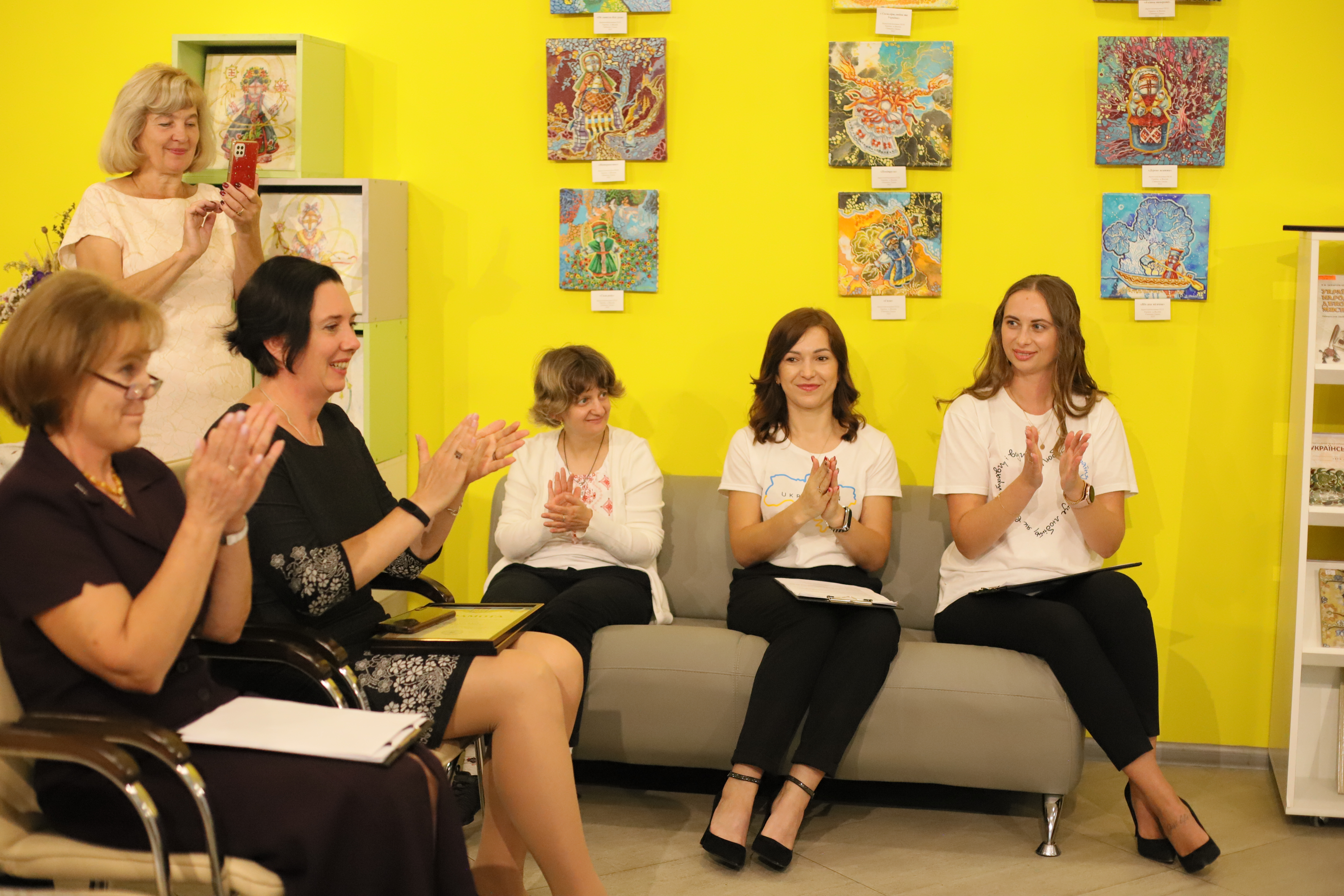

## Керівники бібліотеки
- Шаїнська Ася Іонівна (1956—1964)
- Федорова Лариса Йосипівна (1964—1975)
- Маракуліна Тетяна Іванівна (1975—1983)
- Крючківська Мирослава Дмитрівна (1983—1992)
- Тімашова Валентина Миколаївна (1992—2022)
- Гонда Світлана Миколаївна (2022—зараз)